# Imécourt
Imécourt é uma comuna francesa na região administrativa de Grande Leste, no departamento Ardenas. Estende-se por uma área de 8,63 km². Em 2010 a comuna tinha 48 habitantes (densidade: 5,6 hab./km²).